# 穆恩努尔
穆恩努尔（Munnur），是印度卡纳塔克邦Dakshina Kannada县的一个城镇。总人口8035（2001年）。

## 人口
该地2001年总人口8035人，其中男性3887人，女性4148人；0—6岁人口951人，其中男481人，女470人；识字率77.40%，其中男性为82.30%，女性为72.81%。